# Carl Schuberth (konstnär)
Carl Georg Bernhard Schuberth, född 1 maj 1860 i Stockholm, död 9 februari 1929 i Stockholm, var en svensk målare och tecknare.
Han var son till hattstofferaren Carl Eric Schuberth och Mathilda Christina Lindell. Schuberth studerade vid Konstakademien i Stockholm 1879–1886 och han medverkade i akademiens tävlingar med historiska målningar 1885–1888. Som konstnär medverkade han i Norrlands konstförenings utställning i Sundsvall och Söderhamn 1885 och på Valand i Göteborg 1886. Mycket lite av hans produktion finns bevarad i offentliga samlingar men på Tekniska museet finns en lavering föreställande en julikväll i gaslyktornas sken på Västerlånggatan i Stockholm och i privat ägo känner man till några porträtt.
Schuberth största konstnärliga insats var som  illustratör av Pelle Ödmans Svenska minnen och bilder I-II som utgavs 1899–1900. Av bilderna i boken kan man döma att Schuberth var en teknisk habil konstnär med god förmåga till rättfram naturavbildning. Motiven är främst gamla Uppsalabyggnader och gatupartier som genom stadens ombyggnad numera är borta och dessa bilder har även ett stort kulturhistoriskt intresse. Tyvärr minskas det kulturhistoriska värdet av bilderna genom att Schuberth för att kunna knyta an till händelserna i Ödmans bok försett dem med tidsutstyrda staffagefigurer. De topografiska detaljerna har däremot stor exakthet och Schuberth måste ha uppehållit sig i staden när bilderna skapades runt sekelskiftet.
Enligt nedskrivna anteckningar vistades han ofta i Ramsnora där han ofta målade. Under 1900-talets första decennium var han flitigt anlitad som illustratör i Julhälsning där han utförde laverade novellillustrationer och teckningar. Bland hans andra illustrationsuppdrag märks bilderna till Wilhelm von Brauns Samlade berättelser 1900, Wilhelm Granaths Från Bellmans dagar 1901–1902 och Invalidens minnen 1905 samt Nils Hydéns Under Napoleons örnar 1910–1911. Ett 15-tal av illustrationerna till Ödmans Svenska minnen ägs av Uppsala universitetsbibliotek och han är representerad med ett bokomslag vid Kungliga biblioteket i Stockholm. Som ett elevarbete på Konstakademien avporträtterade Vicke Andrén Schuberth 1883. Hans konst består av porträtt, interiörer och historiemålningar samt ett stort antal illustrationer.